# WWF WrestleMania (gra komputerowa 1989)
WWF WrestleMania – komputerowa gra sportowa o tematyce wrestlingu, wyprodukowana przez amerykańskie studio Rare i wydana przez Acclaim Entertainment. Jej premiera odbyła się w 1989 roku na platformie Nintendo Entertainment System. Jest to jedna z pierwszych gier komputerowych o wrestlingu i pierwsza oficjalnie licencjonowana gra World Wrestling Federation.

## Rozgrywka
W grze WWF WrestleMania gracz przejmuje kontrolę nad wrestlerem i bierze udział w pojedynku wrestlerskim na ringu. Może wyprowadzać ciosy i stosować chwyty specjalne. Każdy udany cios powoduje obniżenie poziomu energii u drugiego gracza. Energię można odzyskiwać, poprzez łapanie przedmiotów, które pojawiają się na ringu w różnych momentach i są atrybutami specyficznymi dla danego wrestlera.
Gracz ma do wyboru jedną z sześciu grywalnych postaci, wzorowanych na prawdziwych wrestlerach. Są to: Hulk Hogan, Andre the Giant, Randy "Macho Man" Savage, Bam Bam Bigelow, The Honky Tonk Man i The Million Dollar Man. Istnieją dwa tryby rozgrywki:
- rozgrywka jednoosobowa – możliwość gry przeciwko komputerowi lub dwóch osób przeciwko sobie nawzajem[3]
- turniej – tryb, w którym trzeba pokonać pięciu kolejnych przeciwników, aby zdobyć mistrzostwo[3]